# Jacques Loussier Trio
Il Jacques Loussier Trio è stata una formazione jazz francese, creata da Jacques Loussier alla fine degli anni '50.

## Storia
Il trio si dedicava a riprendere il repertorio di Johann Sebastian Bach e riproporlo in chiave swing, pubblicando una serie di album intitolata Play Bach. Questa miscela di musica classica e jazz è stata aspramente criticata dagli addetti ai lavori ma ha incantato il pubblico portando il trio ad un successo straordinario.

## Formazione

### Prima formazione (1959-1980)
- Jacques Loussier, pianoforte
- Christian Garros, batteria
- Pierre Michelot, contrabbasso

### Seconda formazione (1985-2019)
- Jacques Loussier, pianoforte
- André Arpino, batteria
- Vincent Charbonnier, contrabbasso a Charbonnier subentra successivamente Benoit Dunoyer de Segonzac

## Discografia parziale
- 1959 - Play Bach no. 1
- 1960 - Play Bach no. 2
- 1961 - Play Bach no. 3
- 1963 - Play Bach no. 4
- 1998 - Satie: Gymnopédie - Gnossiennes
- 1999 - Bach Goldberg Variations
- 1999 - Ravel's Bolero
- 1999 - The Bach Book - 40th Anniversary Album
- 1997 - The Four Seasons (Vivaldi)
- 2000 - Take Bach
- 2001 - Baroque Favorites
- 2002 - Handel: Water Music & Royal Fireworks
- 2003 - Play Bach no. 5